# Zdzisław Najder
Zdzisław Marian Najder, né le 31 octobre 1930 à Varsovie et mort le 15 février 2021 dans la même ville, est un historien de la littérature polonais, professeur d'université, chargé de cours en Pologne et à l'étranger entre autres à l'université Columbia et à l'université Yale, militant de l'opposition démocratique contre le régime communiste et directeur de 1982 à 1987 de la section polonaise de Radio Free Europe. Il est l'époux de la traductrice de l'anglais Halina Najder (pl).

## Biographie
Zdzisław Najder est né dans une famille aux traditions de gauche. Ses grands-parents maternels étaient membres de l'organisation de combat du Parti socialiste polonais (PPS) à laquelle appartenait alors Józef Piłsudski : son grand-père est mort en 1906 lors d'un attentat à la bombe. Durant la Seconde Guerre mondiale, il se réfugie en 1943 avec sa mère à Wolbórz près de Piotrków Trybunalski, où vit son oncle.
Après guerre, il est élève de lycées à Piotrków Trybunalski puis à Varsovie au lycée Tadeusz-Reytan (pl). Il fait des études à l'université de Varsovie jusqu'en 1954 et est diplômé de philosophie puis de littérature polonaise.

### Carrière universitaire
De 1952 à 1957, il est chargé de recherches à l'Institut de recherches littéraires de l'Académie polonaise des sciences (PAN). En 1957, il devient enseignant-chercheur au département d'esthétique de l'université de Varsovie, mais doit quitter ce poste en 1959.
Entre 1965 et 1989, il travaille dans des universités étrangères, notamment Yale et Columbia. Après son retour en Pologne, il enseigne notamment à Opole à partir de 1997 et après avoir pris sa retraite en 2003, à l'École supérieure européenne Józef-Tischner.
Il a notamment travaillé sur les œuvres de Joseph Conrad. En 1983, sa biographie, Joseph Conrad: A Chronicle, est considérée par beaucoup de critiques comme l'une des œuvres les plus importantes consacrées à l'écrivain.

### Engagements politiques
Engagé dans l'opposition démocratique polonaise, il fonde en 1975/1976 Polskie Porozumienie Niepodległościowe (pl) (Alliance polonaise pour l'Indépendance). En janvier 1976, il signe une lettre de protestation à la Diète de la République populaire de Pologne contre les modifications de la Constitution fixant le rôle dirigeant du PZPR et l'alliance indéfectible avec l'Union soviétique (Memoriał 101 (pl)). En septembre 1980, il rejoint le mouvement « Solidarność ». Au moment de l'introduction de la loi martiale en Pologne, il est à Oxford et décide de ne pas revenir en Pologne. Sur la recommandation de Jan Nowak-Jeziorański, il devient directeur de la rédaction polonaise de Radio Free Europe. Un jugement du tribunal militaire de Varsovie en date du 28 mai 1983 le condamne à mort par contumace pour avoir espionné pour le compte des services de renseignement américains en Pologne et à l'étranger. Sa condamnation à la privation de ses droits civiques et à la confiscation de ses biens est exécutée immédiatement. Sa condamnation sera annulée en 1989. Il reste à la tête de la section polonaise de RFE jusqu'en 1987.
Après la chute du régime communiste en 1989, il revient en Pologne, et est conseiller de Lech Wałęsa et de Jan Olszewski. En 1992, il reconnaît qu'en 1958 il avait accepté de « discuter plus longuement » avec le SB (Service de sécurité), pour « induire en erreur le SB et cacher ce que ses amis faisaient (...) et ce qu'il faisait lui-même ». Dans les années 1958-1963, il figure dans les registres du Service de sécurité en tant que collaborateur secret sous le nom de code « Zapalniczka ». À partir de 1998, il est conseiller du président du Comité pour l'intégration européenne (pl). En novembre 2016, il rejoint l'Union des démocrates européens.

### Activités associatives et sociales
De 1956 à 1983, il fait partie de l'Union des écrivains (ZLP) (pl). En 1957 et 1958, il participe aux réunions du Klub Krzywego Koła (pl) (« club du cercle tordu »). En 1958, il est membre du PEN Club. De 1991 à 1993, il préside l'Atlantic Club, et de 1992 à 1997, l'Institut civique. Le 30 avril 2009, le ministre de la Culture et du Patrimoine le nomme membre du Conseil du Musée de la Seconde Guerre mondiale de Gdańsk (2009-2013). Il est président du Weimar Club de Varsovie et membre de l'Union des écrivains polonais (pl) (à partir de 1989) et de la Société Conrad polonaise.

## Distinctions
- Chevalier de la Légion d'honneur (2005)
- Prix Adam-Mickiewicz (2009)
- Médaille Bene Merito (2010)
- Commandeur de l'ordre Polonia Restituta (décoration décernée par le gouvernement polonais en exil)